# Talhas
Talhas é uma povoação portuguesa sede da Freguesia de Talhas do município de Macedo de Cavaleiros, freguesia com 43,60 km² de área e 256 habitantes (censo de 2021), tendo, por isso, uma densidade populacional de 5,9 hab./km².
Antigamente chamada São Miguel de Talhas foi parte integrante do concelho de Izeda até à extinção deste em 1855, tendo passado a integrar o concelho (atual município) de Macedo de Cavaleiros a partir dessa data.
A freguesia de Talhas situa-se no extremo sudeste do Município de Macedo de Cavaleiros, no limite com o vizinho Município de Vimioso. Fica perto (6 km) da confluência do rio Sabor com o rio Maçãs.

## História
O topónimo Talhas deriva do latim vulgar «tinalia», «talha», no sentido de «vaso grande para líquidos».
A freguesia de Talhas teve a sua origem em épocas muito recuadas, das quais restam ainda alguns vestígios.
Quanto ao seu repovoamento, aconteceu na época em que, tão eficientemente, o município braganção tornou a povoar o termo, que a política interna de D. Sancho I lhe destinou, quer em «Vilares Vedros», que devia já corresponder à povoação que hoje se denomina de Talhas, quer em «Vilares Novos».
Assim, o «Vilar de Talhas» incluía-se na terra de Lampaças. Contudo, perdida a função administrativa desta circunscrição (que fora tradicionalmente da administração da linhagem dos Próceres de Bragança), julga-se que só no século XII, em tempo de D. Sancho I, terá sido incorporada no termo de Bragança pela carta daquele soberano. Neste termo, era Talhas a última paróquia do sudeste da nova e alargada «terra».
Nas Inquirições de 1258, cita-se o «Vilar de Talhas», mas não se deduz a que paróquia pertencia; sabe-se, porém, que a Paróquia de S. Miguel de Talhas já existia nos finais do século XIII, parecendo ter sido resultado do repovoamento real e municipal. Talhas é citada como paróquia, com o orago atual, nas Inquirições de D. Dinis de 1288; e quanto ao padroado, a apresentação do pároco era, entre os séculos XVIII e XX, do Abade de Serapicos. Senhorialmente, a povoação de Talhas foi reguenga e pertenceu depois a Nuno Martins de Chacim e aos filhos e netos de Pedro Aires de Morais, que indevidamente a traziam por honra. Constituído o concelho de Izeda, ficou a pertencer-lhe a freguesia de Talhas, entre outras, até à extinção do mesmo pelo liberalismo.

## Demografia
A população registada nos censos foi:
| Distribuição da População por Grupos Etários | Distribuição da População por Grupos Etários | Distribuição da População por Grupos Etários | Distribuição da População por Grupos Etários | Distribuição da População por Grupos Etários |
| -------------------------------------------- | -------------------------------------------- | -------------------------------------------- | -------------------------------------------- | -------------------------------------------- |
| Ano                                          | 0-14 Anos                                    | 15-24 Anos                                   | 25-64 Anos                                   | > 65 Anos                                    |
| 2001                                         | 45                                           | 42                                           | 185                                          | 145                                          |
| 2011                                         | 15                                           | 26                                           | 142                                          | 133                                          |
| 2021                                         | 3                                            | 11                                           | 93                                           | 149                                          |

## Património
- Igreja Paroquial de Talhas
- Fontes de água
- Capelas
- Cruzeiros